# Il materiale emotivo
Il materiale emotivo è un film del 2021 diretto e interpretato da Sergio Castellitto.

## Trama
Vincenzo vive fuori dal mondo, rintanato dentro la sua libreria parigina a cui dedica i suoi giorni, ma non solo, perché al piano di sopra, altrettanto fuori dal mondo, la figlia Albertine resta chiusa in un mutismo selettivo, da quando un incidente (che forse tanto casuale non è stato) l'ha confinata su una sedia a rotelle. Intorno a loro circola una piccola galleria di passanti più che di personaggi: gli infermieri Gerard e Colombe, un giovane prete, un clochard, un cleptomane letterario e Clemente, il ragazzo napoletano che porta a Vincenzo la colazione.
La vita di Vincenzo scorre tranquilla, tra l’amore per la figlia e quello per i libri, ma è solo quando l'attrice Yolande irrompe nella sua vita che Vincenzo affascinato dalla forza vitale della donna, si scuote dal proprio torpore esistenziale e inizia a riscoprire emozioni ormai dimenticate da tempo, che lo porteranno a interrogarsi sul suo modo malinconico e sospeso di affrontare la vita. Yolande infatti, è un fiume in piena, e tramite lei Vincenzo dovrà confrontarsi con quel "materiale emotivo" tanto a lungo trattenuto.

## Produzione
Tratto dal soggetto di Ettore Scola Un drago a forma di nuvola (che scrisse e che diventò un fumetto disegnato da Ivo Milazzo pensando a Gérard Depardieu e Massimo Troisi come protagonisti) e dalla sceneggiatura che lo stesso Scola ne aveva ricavato insieme a sua figlia Silvia e a Furio Scarpelli, Il materiale emotivo è diventato una sceneggiatura firmata da Margaret Mazzantini e Sergio Castellitto, che dirige e interpreta il personaggio centrale di Vincenzo.
La coproduzione è italofrancese e gran parte del testo originale è recitato nella lingua d'oltralpe, mentre l'ambientazione è una Parigi che sembra uscita da un libro di illustrazioni.

## Promozione
Il primo trailer del film è stato diffuso il 13 settembre 2021.

## Distribuzione
Il film è stato distribuito nelle sale cinematografiche italiane a partire dal 7 ottobre 2021.